# Tài chính quản lý
Tài chính quản lý hay tài chính quản trị là nhánh của tài chính mà chính nó liên quan với ý nghĩa quản lý của các kỹ thuật tài chính. Nó tập trung vào việc đánh giá hơn là kỹ thuật.
Sự khác biệt giữa phương pháp tiếp cận quản lý và kỹ thuật có thể được nhìn thấy trong những câu hỏi người ta có thể yêu cầu của các báo cáo hàng năm. Mối quan tâm của một cách tiếp cận kỹ thuật chủ yếu là đo lường. Nó yêu cầu: là tiền được phân loại đúng không? Các nguyên tắc kế toán được chấp nhận chung (GAAP) có được theo không?
Mục đích của phương pháp tiếp cận quản lý, tuy nhiên, là để hiểu các con số có ý nghĩa gì.
- Một người nào đó sử dụng một cách tiếp cận như vậy có thể so sánh thu hồi vốn cho các doanh nghiệp khác trong ngành công nghiệp của họ và hỏi: Chúng ta thực hiện tốt hơn hoặc tệ hơn so với đồng nghiệp của chúng ta? Nếu chúng ta đang thực hiện tồi tệ hơn, nguồn gốc của vấn đề là gì? Chúng ta có cùng biên lợi nhuận không? Nếu không, tại sao? Chúng ta có các chi phí như họ không? Chúng ta đang trả cho một cái gì đó nhiều hơn các đồng nghiệp của chúng ta?
- Họ có thể nhìn vào những thay đổi trong cân đối tài sản hoặc các cờ đỏ chỉ ra các vấn đề với việc thu tiền hóa đơn hoặc các khoản nợ xấu.
- Họ sẽ phân tích vốn lưu động để dự đoán các vấn đề dòng tiền trong tương lai.

Tài chính quản lý là một cách tiếp cận liên ngành vay mượn từ cả kế toán quản trị và tài chính doanh nghiệp.
Quản lý tài chính tạo ra giá trị và sự nhanh nhẹn tổ chức thông qua việc phân bổ các nguồn lực khan hiếm trong số các cơ hội kinh doanh cạnh tranh. Nó là một trợ giúp để thực hiện và giám sát các chiến lược kinh doanh và giúp đạt được các mục tiêu kinh doanh.

## Vai trò của kế toán quản trị
Để giải thích các kết quả tài chính theo cách mô tả ở trên, các nhà quản lý sử dụng các kỹ thuật Phân tích tài chính.
Các nhà quản lý cũng cần phải xem xét cách phân bổ nguồn lực trong một tổ chức. Họ cần phải biết mỗi chi phí hoạt động là gì và lý do tại sao. Những câu hỏi này yêu cầu các kỹ thuật kế toán quản lý như tính chi phí dựa trên hoạt động.
Các nhà quản lý cũng cần phải lường trước các chi phí trong tương lai. Để có được một sự hiểu biết tốt hơn về tính chính xác của quá trình lập ngân sách, họ có thể sử dụng lập ngân sách biến động.

## Vai trò của tài chính doanh nghiệp
Tài chính Quản lý cũng được quan tâm trong việc xác định cách sử dụng tiền tốt nhất để cải thiện các cơ hội trong tương lai để kiếm tiền và giảm thiểu tác động của các cú sốc tài chính. Để thực hiện những mục tiêu này tài chính quản lý sử dụng các kỹ thuật sau đây vay mượn từ tài chính doanh nghiệp:
- Định giá
- Chính sách cổ tức
- Quản lý vốn lưu động
- Cơ cấu vốn